# Truck Branss
Truck Branss (* 21. Januar 1926 in Berlin; † 23. Februar 2005 in Langendorf bei Dannenberg; eigentlich Kurt Branss) war ein deutscher Rundfunk- und Fernsehregisseur. 

## Leben
Branss studierte an der Technischen Universität Berlin und war 1951 beim Sender Freies Berlin (SFB) als 1. Kameramann tätig. Seine Fernsehkarriere begann 1953; er arbeitete zunächst für den NWDR und den SFB. Von 1961 bis 1989 war er für den Saarländischen Rundfunk tätig. In den 1960er und 1970er Jahren machte er sich einen Namen mit Unterhaltungssendungen rund um den Deutschen Schlager, die er beim SR entwickelte. Die bekanntesten Sendungen, bei denen er als Regisseur wirkte, waren die Gilbert-Bécaud-Shows Monsieur 100.000 Volt Gilbert Becaud, verschiedene Portraits in Musik, darunter mit Françoise Hardy, Alexandra und Lale Andersen, sowie die im Jahr 1969 zum ersten Mal ausgestrahlte Fernsehshow ZDF-Hitparade mit dem Moderator Dieter Thomas Heck, deren Vorbild die von ihm geschaffene Radiosendung Die deutsche Schlagerparade war. 
Für das ZDF inszenierte Branss die Show Die Welt gehört der Frau mit Marlène Charell als Star, die Sendung Anneliese Rothenberger gibt sich die Ehre sowie Hans Rosenthals Quiz Dalli Dalli. Als Filmregisseur inszenierte Branss die Produktionen Schwanensee (1966), Coppelia (1968) und … und so was nennt sich Show (1971) sowie 1964 die Fernsehserie Musikauktion.
Truck Branss galt als Förderer der Schlagersängerin Alexandra.

## Auszeichnungen
- 2001: Saarländischer Verdienstorden